# Villa Berthet
Pour les articles homonymes, voir Berthet.
Villa Berthet est une ville de la province du Chaco, en Argentine, et le chef-lieu du département de San Lorenzo.
Il s'agit d'une ville atypique pour la région puisqu'elle abrite un grand nombre d'usines.